# WNBA Most Valuable Player
Le trophée de MVP de la WNBA (titre officiel : WNBA Most Valuable Player Award) est une récompense annuelle de la ligue féminine de basket-ball de la Women's National Basketball Association (WNBA). Il est décerné annuellement depuis la saison inaugurale de la WNBA en 1997 et récompense la meilleure joueuse de la saison régulière.
Le vote de MVP a lieu immédiatement après la fin de la saison régulière. Le trophée est décerné par un panel de journalistes sportifs et de commentateurs à travers les États-Unis. Ils sont appelés à sélectionner cinq joueuses. 10 points sont accordés pour la première place, sept pour la deuxième, cinq pour la troisième, trois pour la quatrième et un pour la cinquième place. 
En 2008, les fans ont pu s'exprimer dans la remise du trophée. Ils ont pu voter en ligne pour leurs cinq premiers choix. Ce vote comptait pour 25 % du total des voix, tandis que le panel des médias comptait pour 75 %.
Déjà auteur du Maurice Podoloff Trophy pour la NBA, Marc Mellon est le sculpteur du trophée de meilleure joueuse de la WNBA.

## Palmarès

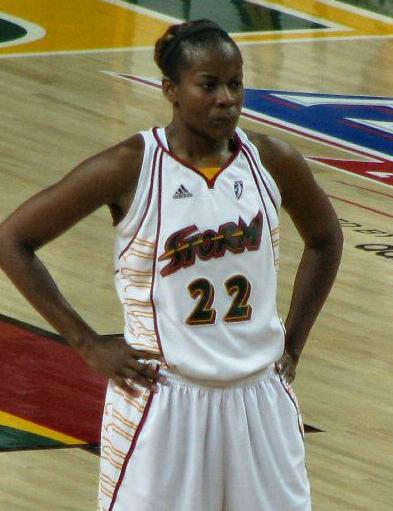
Sheryl Swoopes, triple MVP de la saison.

|             | Introduit aux Basketball Hall of Fame                                               |
|             | Introduit aux Women's Basketball Hall of Fame                                       |
|             | Introduit aux Basketball Hall of Fame et aux Women's Basketball Hall of Fame        |
|             | Joueuse étant toujours en activité à la WNBA                                        |
|             | Joueuse ayant gagné le championnat cette année.                                     |
| ∞           | Joueuse élu MVP à l'unanimité                                                       |
| Joueuse (X) | Indique le nombre de fois où la joueuse avait été nommé MVP à ce moment-là          |
| Équipe (X)  | Indique le nombre de fois qu'une joueuse de cette équipe avait gagné à ce moment-là |

| Saison | Joueur              | Position      | Équipe                    |
| ------ | ------------------- | ------------- | ------------------------- |
| 1997   | Cynthia Cooper ∞    | Arrière       | Comets de Houston         |
| 1998   | Cynthia Cooper (2)  | Arrière       | Comets de Houston (2)     |
| 1999   | Yolanda Griffith    | Pivot         | Monarchs de Sacramento    |
| 2000   | Sheryl Swoopes      | Ailière       | Comets de Houston (3)     |
| 2001   | Lisa Leslie         | Pivot         | Sparks de Los Angeles     |
| 2002   | Sheryl Swoopes (2)  | Ailière       | Comets de Houston         |
| 2003   | Lauren Jackson      | Ailière forte | Storm de Seattle          |
| 2004   | Lisa Leslie (2)     | Pivot         | Sparks de Los Angeles (2) |
| 2005   | Sheryl Swoopes (3)  | Ailière       | Comets de Houston (5)     |
| 2006   | Lisa Leslie (3)     | Pivot         | Sparks de Los Angeles (3) |
| 2007   | Lauren Jackson (2)  | Ailière forte | Storm de Seattle (2)      |
| 2008   | Candace Parker      | Ailière       | Sparks de Los Angeles (4) |
| 2009   | Diana Taurasi       | Arrière       | Mercury de Phoenix        |
| 2010   | Lauren Jackson (3)  | Ailière forte | Storm de Seattle (3)      |
| 2011   | Tamika Catchings    | Ailière       | Fever de l'Indiana        |
| 2012   | Tina Charles        | Pivot         | Sun du Connecticut        |
| 2013   | Candace Parker (2)  | Ailière       | Sparks de Los Angeles (5) |
| 2014   | Maya Moore          | Ailière       | Lynx du Minnesota         |
| 2015   | Elena Delle Donne   | Arrière       | Sky de Chicago            |
| 2016   | Nneka Ogwumike      | Ailière forte | Sparks de Los Angeles (6) |
| 2017   | Sylvia Fowles       | Pivot         | Lynx du Minnesota (2)     |
| 2018   | Breanna Stewart     | Ailière       | Storm de Seattle (4)      |
| 2019   | Elena Delle Donne   | Arrière       | Mystics de Washington     |
| 2020   | A'ja Wilson         | Ailière       | Aces de Las Vegas         |
| 2021   | Jonquel Jones       | Pivot         | Sun du Connecticut (2)    |
| 2022   | A'ja Wilson (2)     | Ailière       | Aces de Las Vegas (2)     |
| 2023   | Breanna Stewart (2) | Ailière       | Liberty de New York       |
| 2024   | A'ja Wilson (3)     | Ailière       | Aces de Las Vegas (3)     |

## Joueurs ayant gagnés le plus de trophée de MVP
| Titres            | Joueur                                         | Équipe(s)             | Années           |
| ----------------- | ---------------------------------------------- | --------------------- | ---------------- |
| 3                 | Sheryl Swoopes                                 | Comets de Houston     | 2000, 2002, 2005 |
| 3                 | Lisa Leslie                                    | Sparks de Los Angeles | 2001, 2004, 2006 |
| 3                 | Lauren Jackson                                 | Storm de Seattle      | 2003, 2007, 2010 |
| 3                 | A'ja Wilson                                    | Aces de Las Vegas     | 2020, 2022, 2024 |
| 2                 |                                                |                       |                  |
| Cynthia Cooper    | Comets de Houston                              | 1997, 1998            |                  |
| Candace Parker    | Sparks de Los Angeles                          | 2008, 2013            |                  |
| Elena Delle Donne | Sky de Chicago (1) / Mystics de Washington (1) | 2015, 2019            |                  |
| Breanna Stewart   | Storm de Seattle (1) / Liberty de New York (1) | 2018, 2023            |                  |

## Faits notables
Lauren Jackson, Lisa Leslie et Sheryl Swoopes et A'ja Wilson ont remporté ce trophée à trois reprises chacune. L'australienne Jackson était la seule joueuse non-américaine à avoir été récompensée, rejointe par Jonquel Jones, joueuse bahaméenne et naturalisée bosnienne, sacrée en 2021.
Candace Parker est la seule joueuse à avoir remporté le titre de MVP et de WNBA Rookie of the Year (ROY) au cours de la même saison en 2008.
Elena Delle Donne et Breanna Stewart sont les deux seules joueuses à avoir reçu le trophée avec deux équipes différentes.
Succédant à Elena Delle Donne, Nneka Ogwumike est élue MVP de la saison WNBA 2016 devenant la troisième joueuse des Sparks ainsi honorée après Candace Parker (2008, 2013) et Lisa Leslie (2001, 2004 et 2006).